# NGC 4302
NGC 4302 este o galaxie spirală situată în constelația Părul Berenicei. A fost descoperită în 1784 de către William Herschel. Se află la o distanță de 16,7 megaparseci de Pământ.